# Over the Rainbow of London
Le navire Over the Rainbow of London est un  yacht classique de 1930, construit par le Chantier Dickie & Sons à Bangor, tout en bois et d'une longueur de 35 mètres. Entre 2002 et 2004, le bateau est entièrement rénové par l'artiste Jean-Michel Folon.

## Histoire du navire
Après en être littéralement « tombé amoureux » au milieu des années 1990 en l'apercevant dans le port Hercule, Jean-Michel Folon rachète le bateau en mauvais état et saisi à cause de dettes en 2002 et le fait restaurer aux chantiers de Mondomarine (en) à Savone au prix de 18 mois de travaux et d'un investissement très important. Le bateau ayant déjà subit de nombreuses modifications intérieures, la restauration est plutôt une rénovation voire une refonte puisqu'il ne reste que peu de chose de son aménagement intérieur d'origine. Le pont supérieur est alors rallongé et l'intérieur a recréé dans le respect de ce qui aurait pu se faire dans les années 1930, mais sans reproduire à l'identique l'aménagement d'origine. C'est en écoutant en 2004 Judy Garland chanter Over the Rainbow alors que le navire est achevé dans les hangars du chantier et prêt à appareiller que Folon a l'idée de le renommer Over the Rainbow of London,,,. 
Après la mort de Jean-Michel Folon (en 2005), le bateau est racheté en 2006 et après des réaménagements intérieurs (pour ajouter une cabine), son nouveau propriétaire propose le navire à la location.